# Молекулы (Космос: пространство и время)
Молекулы (англ. Some of the Things That Molecules Do) — второй эпизод американского документального телевизионного шоу «Космос: пространство и время». Премьера эпизода состоялась 16 марта 2014 года на телеканале Fox.
Эпизод получил положительные отзывы критиков, которые хвалили великолепную графику, а также вдохновляющий и доступный для понимания рассказ об эволюции. Несмотря на эти отзывы, рейтинг в возрастной категории 18-49 составил всего лишь 2,0/5, а количество зрителей уменьшилось с 5,77 миллионов (столько человек посмотрело первый эпизод шоу) до 4,95 миллионов.

## Сюжет

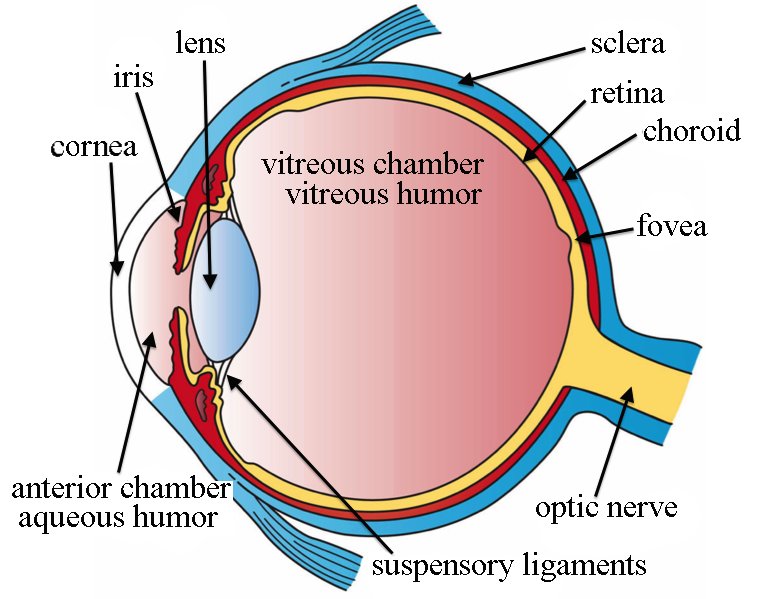
Глаз был использован в качестве примера для объяснения процессов эволюции.

Эпизод рассматривает различные аспекты происхождения жизни и эволюции. Тайсон рассказывает как об искусственном отборе путём разведения, используя пример одомашнивания волков и эволюции их в современных собак, так и об естественном отборе на примере эволюции белых медведей. Тайсон использует «корабль воображения», чтобы продемонстрировать зрителю ДНК, гены и процессы мутации, которые привели к тому многообразию видов, представленному древом жизни, что мы знаем сейчас. Также объясняется, каким образом мог развиться такой сложный орган, как глаз.
Далее Тайсон рассуждает о вымирании многих видов, рассказывая о пяти катастрофах прошлого, которые привели к массовой гибели многих живых существ, а также о тихоходке, животном, пережившем все эти пять катастроф. Тайсон рассуждает о наличии жизни на других планетах, например, на спутнике Сатурна, Титане, а также о том, как абиогенез мог привести к появлению жизни на Земле. Эпизод завершается анимацией из оригинального «Космоса», демонстрирующей развитие единственной живой клетки в современного человека.

## Рейтинг
Премьера эпизода на телеканале Fox собрала у экранов 4,95 миллионов зрителей. Рейтинг в возрастной категории 18-49 составил 2,0/5. Согласно этому рейтингу эпизод стал четвёртым и последним в своем таймслоте после эпизодов сериалов «Воскрешение», «Хорошая жена» и «Верь», а также занял двенадцатое место из шестнадцати среди премьер вечера.